# Riso Kagaku Corporation
Riso Kagaku Corporation — японская компания.
Разрабатывает, производит и продаёт цифровые дупликаторы — ризографы, получившие название по наименованию компании.

## История
Компанию основал Нобору Хаяма в сентябре 1946 года.

## Собственники и руководство
Президент компании — Акира Хаяма.

## Деятельность
Число работников на 31 марта 2009 года: 1681 (3227 для RISO Group).
Штаб-квартира компании расположена в Токио. Имеет листинг на токийской фондовой бирже.
Распространяет продукцию в более чем 150 странах мира. Поддерживает фонд, жертвующий технику для образовательных учреждений.